# Pays du Golfe (Australie)
Ne doit pas être confondu avec États arabes du Golfe.
Le Pays du Golfe (en anglais : Gulf Country) est une région du nord de l'Australie située autour du golfe de Carpentarie. Il correspond au Nord-Ouest de l’État du Queensland et au Nord-Est du Territoire du Nord. C'est une région de forêts et de savanes herbeuses, raison pour laquelle on l'appelle aussi « la Savane du Golfe ». Le territoire contient d'importantes réserves de zinc, de plomb et d'argent. Cette région est traversée par l'autoroute Savannah Way.

## Situation et description

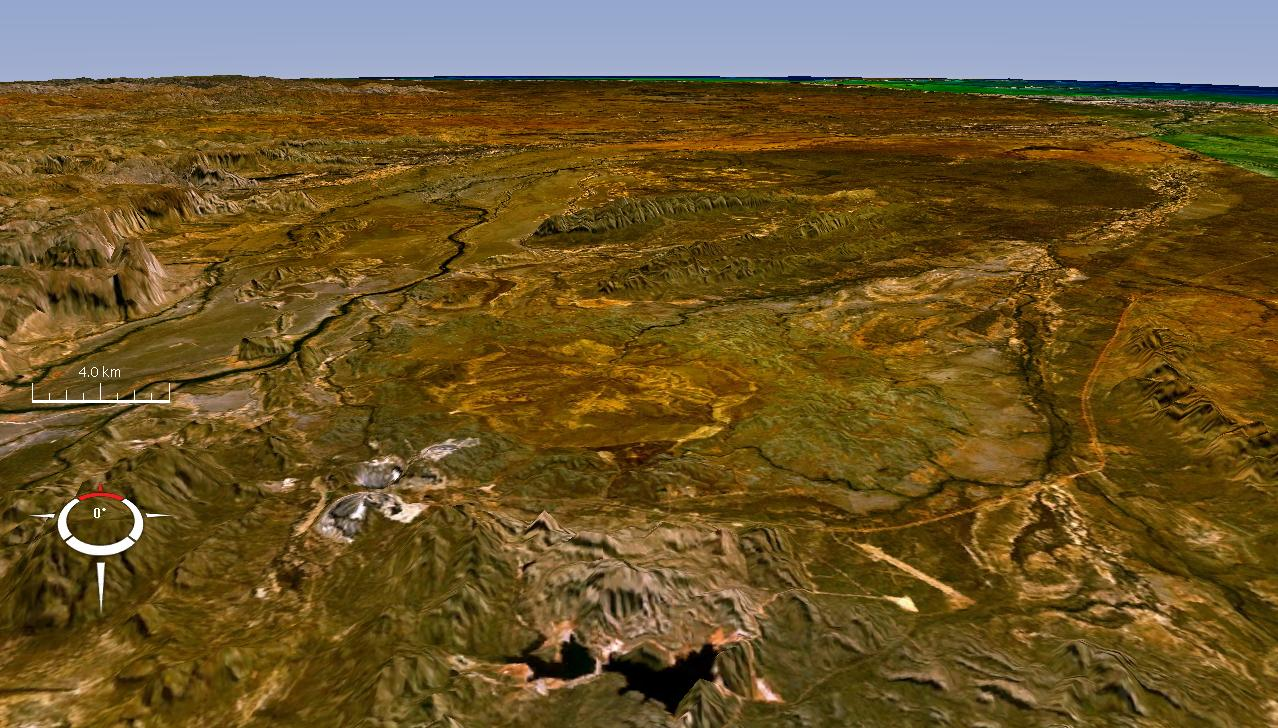
Environs du cratère de Lawn Hill.

Le Pays du Golfe est constitué d'une vaste région de savane sèche placée entre quatre autres régions naturelles. À l'ouest, la Terre d'Arnhem et l'extrémité supérieure du territoire du Nord sont deux zones plus humides. À l'est, la péninsule du cap York fait partie de l'Extrême-Nord du Queensland. Au sud s'étendent des hauts plateaux couverts d'herbe de Mitchell et à l'est, ce sont les hautes terres d'Einasleigh  qui marquent la limite. La partie située dans le Territoire du Nord constitue la zone du « Gulf Fall », les vallées et les gorges taillées dans le grès y drainent les hautes terres vers le golfe. C'est une région d'élevage spécialisée dans les bovins de boucherie mais l'exploitation minière y est aussi une activité importante.
La région couvre une superficie de 186 000 km2, c'est une plaine occupée par une savane tropicale de basse altitude. Des rivières alimentées par les pluies de mousson se dirigent vers le golfe et alimentent des vasières côtières et des parcelles de forêt tropicale. Les archipels des îles Sir Edward Pellew et des îles Wellesley se situent un peu au large dans le golfe.
Les villes principales sont Mount Isa, Doomadgee, Cloncurry, Camooweal, Kowanyama, Karumba, Normanton et Burketown. Le port de Karumba est l'un des principaux ports d'exportation de bétail sur pieds d'Australie. Le bâtiment le plus ancien de la région est l'hôtel Burketown.

## Climat

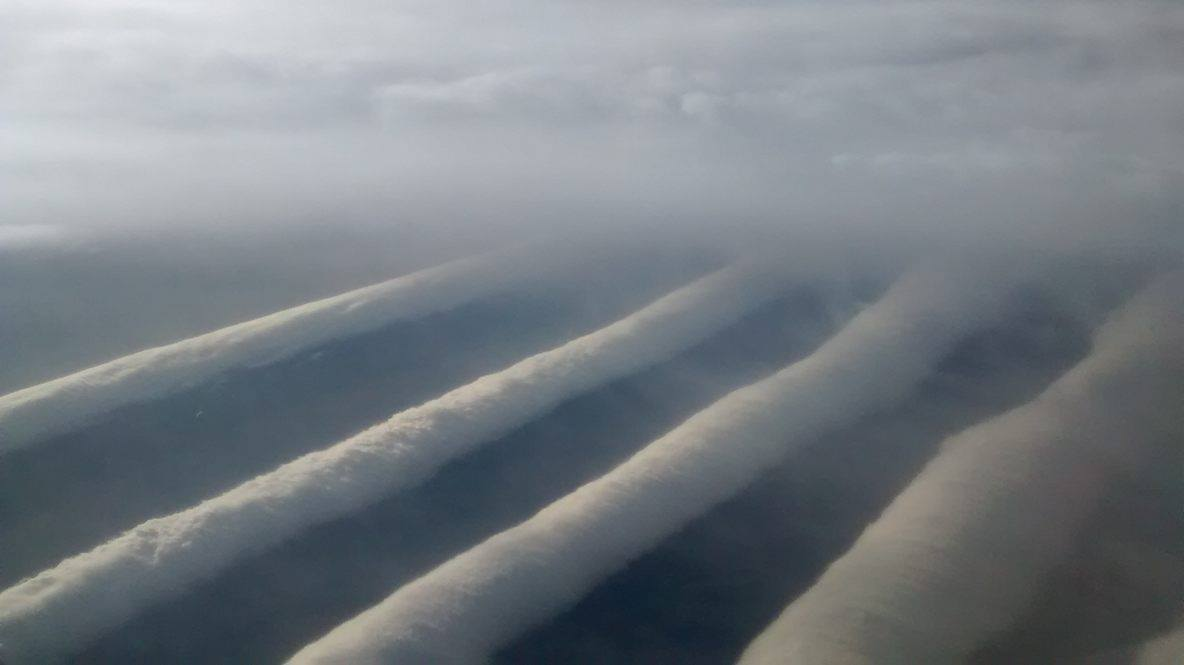
Observation aérienne du phénomène nuageux Morning Glory.

Le climat est chaud et comporte une saison sèche et une saison des pluies. La saison sèche s'étend d'avril à novembre et se distingue par des vents très secs soufflant du sud-est. Ces vents sont générés par le déplacement vers le sud des anticyclones d'hiver. La saison des pluies dure de décembre à mars et se caractérise par des flux d'air humide venant du nord qui provoquent un phénomène de moussons. Cette saison des pluies peut être très irrégulière : à Burketown, dont le climat est typique de la région, les précipitations ont pu varier de 150 millimètres à 2000 millimètre. La pluviométrie globale est faible (entre 750 mm sur la côte et 500 mm à l'intérieur des terres) mais quand la saison des pluies est forte, les zones basses sont inondées et les quelques routes goudronnées sont coupées. La région du Golfe est exposée au cyclones de novembre à avril.
C'est de septembre à octobre que dans le sud du golfe se produit le phénomène nuageux Morning Glory. Le meilleur endroit pour voir cet étrange nuage est la région de Burketown, peu après l'aube.

## Culture aborigène
Le jirandali (aussi appelé yirandali, warungu ou yirandhali ) est une langue aborigène australienne du pays du golfe, en particulier de la région de Hughenden. L'aire linguistique comprend la zone d'administration locale du Comté de Flinders, avec les villes de Dutton River, Flinders River, Mount Sturgeon, Caledonia, Richmond, Corfield, Winton, Torrens, Tower Hill, Landsborough Creek, Lammermoor Station, Hughenden et Tangorin.
Le Waanyi (aussi appelé  Wanyi, Wanyee, Wanee, Waangyee, Wonyee, Garawa ou Wanji) est une langue aborigène australienne du pays du Golfe. L'aire linguistique comprend les parties occidentales de Lawn Hill Creek et de la rivière Nicholson, à partir de la frontière entre le Territoire du Nord et le Queensland jusqu'à l'ouest vers la gare d'Alexandrie, Doomadgee et la rivière Nicholson. Elle inclus la zone d'administration locale du comté aborigène de Doomadgee.
Le Wanamarra (aussi appelé Maykulan ou Wunumura) est une langue aborigène australienne du nord-ouest du Queensland. Son aire linguistique comprend des zones du comté de McKinlay, du comté de Cloncurry et du comté de Richmond, y compris la région de Flinders River, et les villes de Kynuna et Richmond .
Le yukulta (aussi appelé le ganggalida ) est une langue aborigène australienne du pays du golfe. L'aire linguistique du Yukulta comprend les zones d'administration locale du Comté aborigène de Doomadgee et du Comté de Mornington .

## Histoire

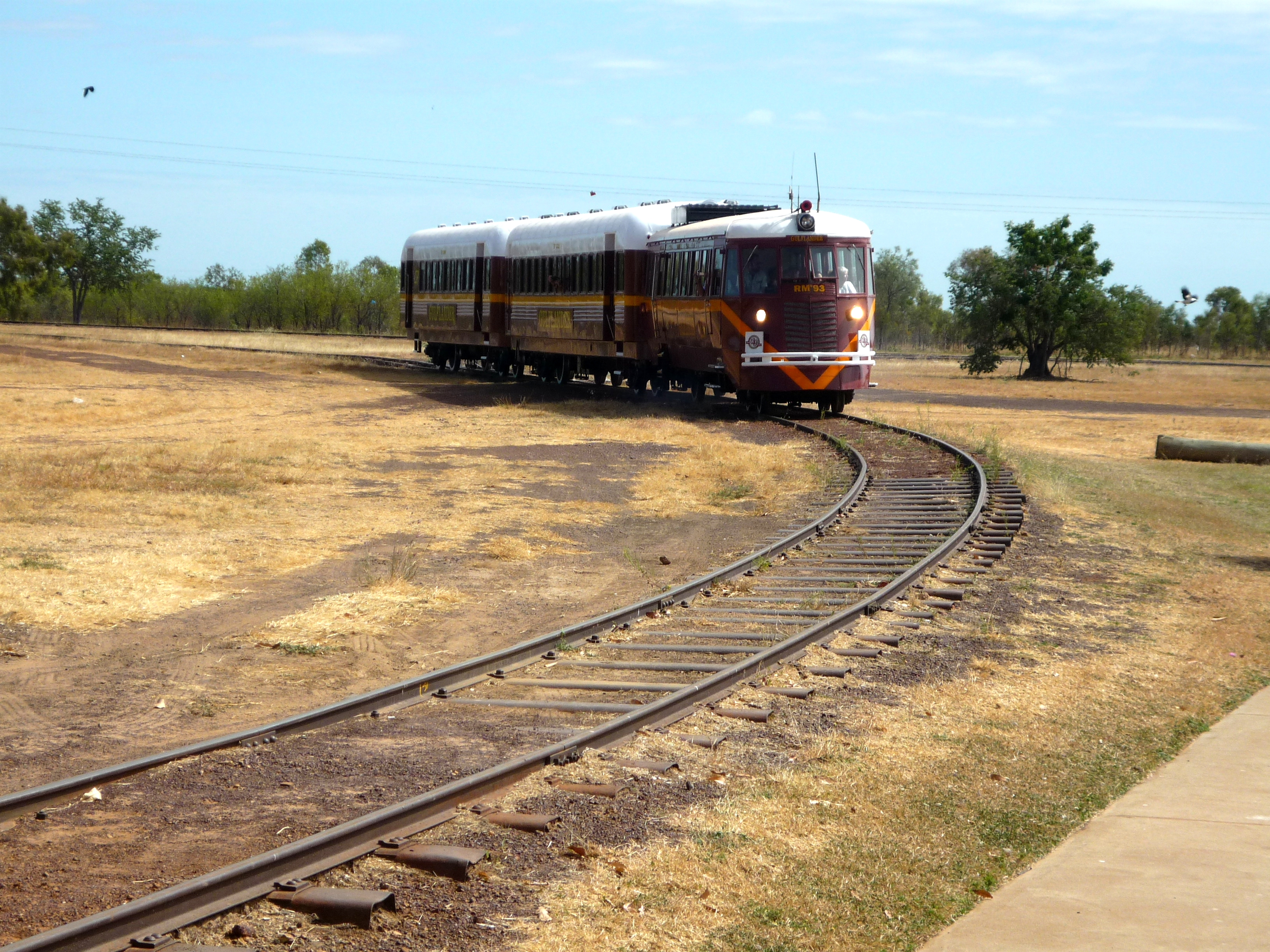
Le Gulflander à Normanton (2011).

### Explorations européennes
C'est en 1605, ou peut-être en 1606, que l'explorateur européen hollandais Willem Janszoon  a découvert cette région. Son compatriote Jan Carstenszoon a visité l'endroit en 1623 et a doné  au golfe le nom de Pieter de Carpentier, alors gouverneur général des Indes néerlandaises. Abel Tasman a également exploré la côte en 1644. La région a ensuite été explorée et cartographiée par Matthew Flinders entre 1802 et 1803.
Le premier explorateur de ce  territoire a été le Prussien Ludwig Leichhardt qui a traversé la région en 1844 et 1845. Il a été suivi en 1856 par Augustus Gregory de l'expédition d'Australie du Nord, puis par Burke et Wills en 1861. John McKinlay, Frederick Walker et William Landsborough ont conduit différentes équipes de recherche dans le golfe pour retrouver Burke et Wills entre 1861 et 1862.

### Colonisation
L'installation des missionnaires dans la région a provoqué des affrontements importants avec les populations aborigènes locales. Dans son livre  Frontier Justice, l'historien Tony Roberts décrit les massacres et la violentes des rapports avec les autochtones du pays du Golfe.

### Époque contemporaine
En 1964 un conflit entre les mineurs et la direction de la société minière Mount Isa Mines a provoqué une grève de très grande ampleur.

## Exploitation minière

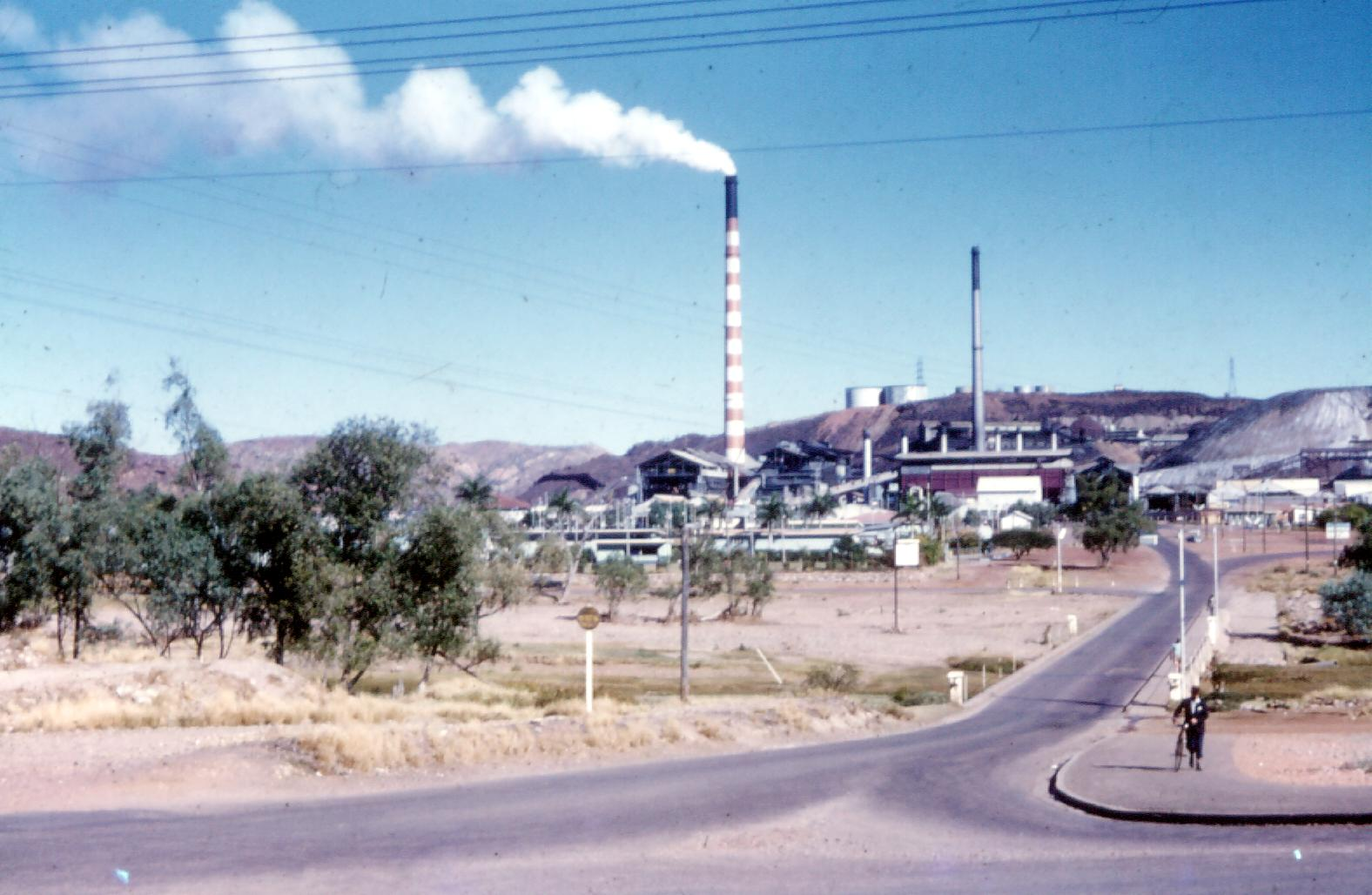
Mines du mont Isa (1962)

La région bénéficie de nombreuses ressources minières. On y trouve du cuivre, du zinc, du plomb et de l'argent, la société des  Mines de Mont Isa exploite ces quatre métaux depuis 1931. La Mine de Century est la plus grande mine de zinc d'Australie, son activité près du mont Isa a commencé en 1997 et devrait se terminer en 2016. Les autres mines de la région sont la mine George Fisher, la mine Cannington et la mine Hilton.

### Pollution
Du fait de l'activité minière et de l'extraction du plomb, la population exprime des  inquiétudes au sujet des risques de saturnisme, notamment pour les enfants. Cela a obligé la ville de Mount Isa à mettre en place l'un des systèmes de surveillance de la qualité de l'air les plus performants d'Australie,,.

## Nature et environnement

### Flore
Dans le pays du Golfe, il n'y a pas de montagnes  pour arrêter les précipitations venant de l'océan. La transition entre la mangrove de la bande côtière puis les forêts d'Acacia stenophylla et enfin les broussailles sèches du centre de l'Australie se fait de façon progressive. Tout au long de la côte du golfe, près des embouchures, il y a plus de dix-neuf aires d'arrêt pour les oiseaux migrateurs , celles de l'estuaire de la rivière Gregory - Nicholson et la rivière Roper dans Limmen Bight sont les plus importantes. Des sections de forêt tropicale se maintiennent dans les secteurs les moins exposés aux feux de prairie. Dans la savane, le Dichanthium pousse abondamment après les pluies de mousson, car le pays du Golfe est l'une des plus grandes zones de prairies primaires d'Australie. Les gorges de grès du Gulf Fall abritent une faune originale et les îles Pellew ont conservé des mangroves et de profondes forêts primaires. .

### Faune
La région abrite plusieurs espèces en voie de disparition, notamment un rongeur endémique, le rat de Carpentarie et des reptiles endémiques comme le scinque de Carpentarie. Les vasières et les marais salants de la côte abritent des oiseaux aquatiques comme l'oie pie. Le troglodyte de Carpentarie, un oiseau endémique des prairies, voit son habitat se réduire à cause du changement du régime des feux de prairie.

### Menaces et protection

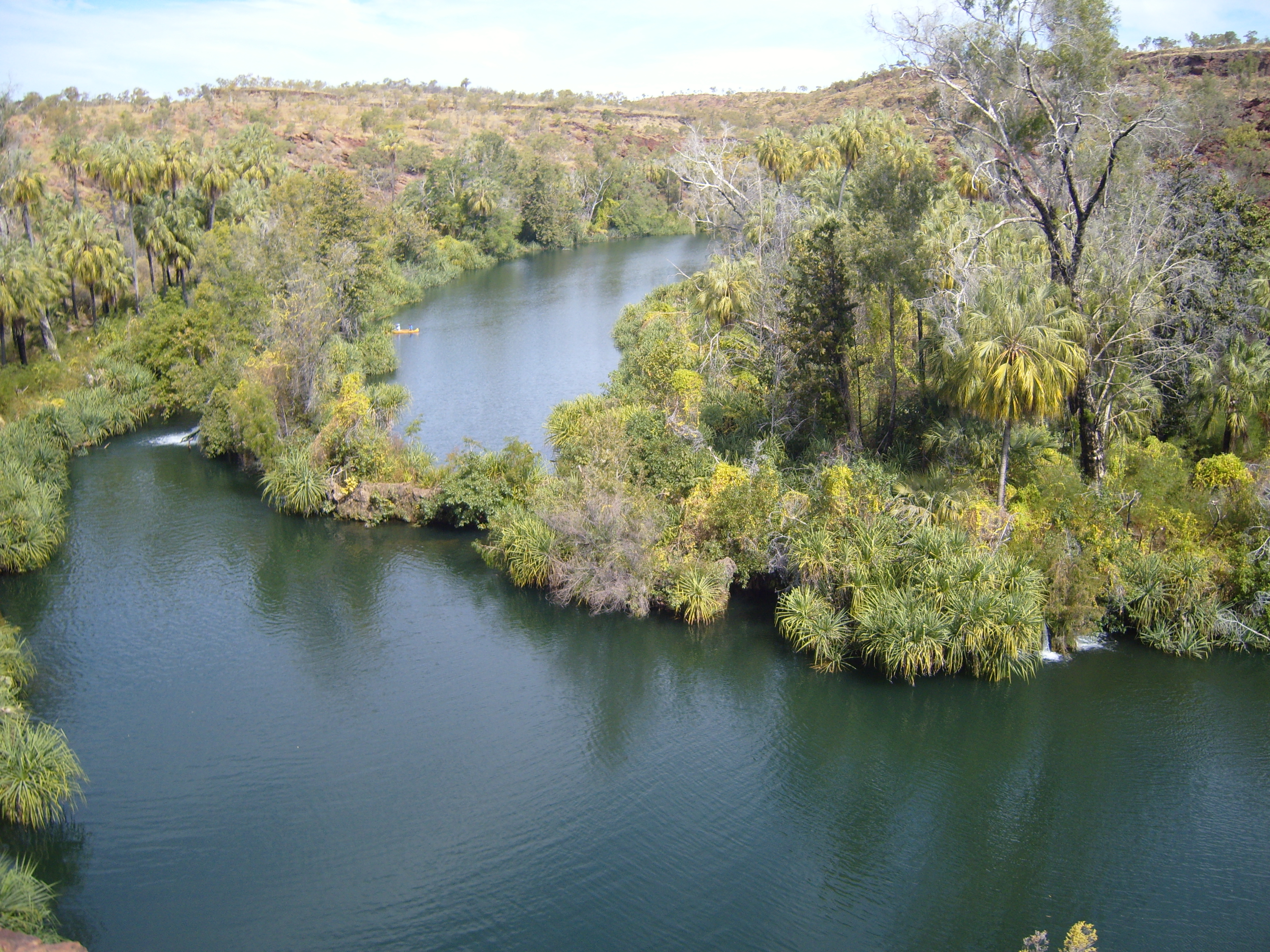
Chutes d'Indarri, Parc national de Boodjamulla (2008)

Une grande partie de la région a conservé une végétation intacte, mais le surpâturage du bétail et l'introduction d'espèces d'herbes fourragères modifient à la fois les prairies et les zones humides, tandis que les forêts souffrent des changements de régime des incendies. De plantes invasives ont été introduites comme la liane de Gatope. Les aires protégées sont le parc national de Staaten River, le parc national de Boodjamulla (anciennement Lawn Hill), les gisements de fossiles de Riversleigh inscrits au patrimoine mondial, le parc national des grottes de Camooweal et le parc national des rivières Mitchell-Alice dans le Queensland. Les zones humides côtières sont malheureusement peu protégées. Le cratère Lawn Hill, un cratère d'impact avec un anneau de collines calcaires, est également situé dans le pays du Golfe. Enfin , le parc national de Barranyi fait partie des îles Pellew.

### Liste des principaux fleuves
Extrémité Nord
- Rivière Roper
- Rivière Wilton

Pays du Golfe
- Rivière Cox
- Rivière Calvert
- Rivière Gilbert
- Fleuve Flinders
- Rivière Leichhardt
- Rivière McArthur
- Rivière normande

Péninsule du Cap York
- Rivière Archer
- Rivière Mission
- Rivière Mitchell
  - Rivière Alice
- Rivière Smithburne
- Rivière Staaten
- Rivière Wenlock